# Tonomfång och avbildning
Med tonomfång avses skillnaden i ljusstyrka mellan det ljusaste och det mörkaste partiet i ett motiv eller en bild. Tonomfånget i ett motiv (det vill säga "det man önskar fotografera") varierar. Ett motiv med stora kontraster kan en solig dag få ett tonomfång på 1:1000 eller mer.
För att få med alla gråtoner i ett motiv med stort tonomfång är det brukligt att använda långsam negativfilm som har större tonomfång än snabbare film då den i princip innehåller fler och mindre korn än snabbare film.
Filmfabrikanten använder olika typer av silverhalogenider för att filmen skall få de önskade egenskaperna. Resultatet kan ändå vara mycket svårkopierat därför att ett fotopapper inte kan återge lika stort tonomfång som en negativfilm.
En diabild kan återge större tonomfång än en pappersbild.